# Korytów (województwo mazowieckie)
Korytów – wieś w Polsce położona w województwie mazowieckim, w powiecie żyrardowskim, w gminie Radziejowice. Ma status sołectwa.
W latach 1975–1998 miejscowość administracyjnie należała do województwa skierniewickiego.
Na terenie wsi rośnie dąb szypułkowy uznany za pomnik przyrody – Dąb Chełmońskiego.
Przez wieś płynie Pisia Gągolina i Okrzesza.